# Hanna Reitsch

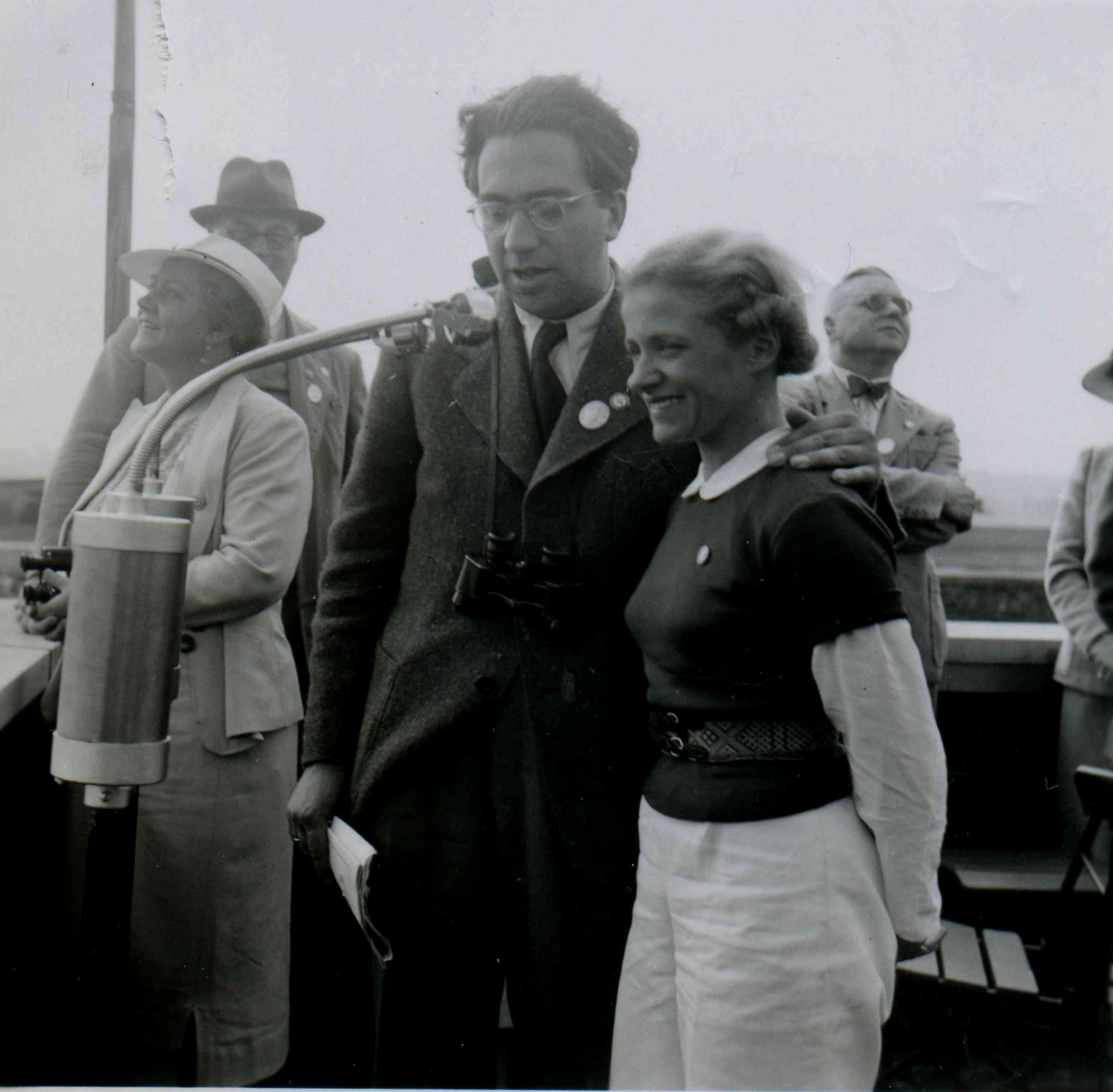
Hanna Reitsch (rechts) en Erich Bachem in 1938.

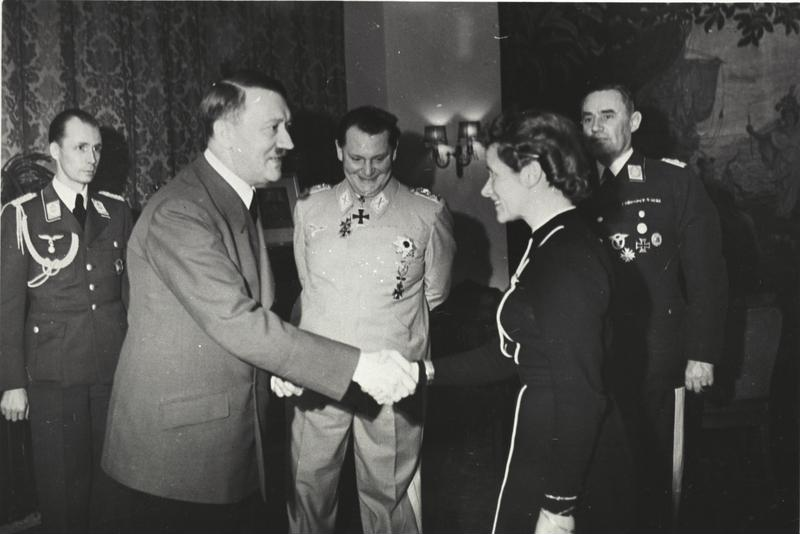
Adolf Hitler verleent het IJzeren Kruis 1939 2e Klasse aan Hanna Reitsch (maart 1941)

Hanna Reitsch (Hirschberg, 29 maart 1912 - Frankfurt am Main, 24 augustus 1979) was een bekende Duitse vliegenier. Vlak voor en tijdens de Tweede Wereldoorlog was ze een zeer gewaardeerde testpilote in de Duitse luchtmacht.

## Biografie
Reitsch studeerde voor arts toen zij in 1932 haar studies opgaf om testpilote te worden. Reitsch werd al gauw een beroemdheid in Duitsland toen zij met een zweefvliegtuig vele records verbrak. Zo werd ze de eerste vrouw die in een zweefvliegtuig de Alpen overstak.
In 1937 voegde Reitsch zich bij de Luftwaffe. Ze werd er testpilote van de Junkers Ju 87 Stuka en de Dornier Do 17Z. Ook werd ze een van de eerste testpiloten van de Focke-Wulf Fw 61 helikopter. Door haar vliegkwaliteiten en 'arische' uiterlijk werd zij een uithangbord voor nazi-Duitsland en de nazipartij. Ze was de eerste vrouw die het bracht tot Flugkapitän. Er werd voor haar een speciale versie van het Duitse piloteninsigne met de briljanten gemaakt.
Adolf Hitler was persoonlijk gecharmeerd van haar. Reitsch werd als eerste vrouw onderscheiden met de Eerste klasse van de befaamde Duitse onderscheiding het IJzeren Kruis 1939 (op 5 november 1942), dit vanwege haar veelvuldige levensgevaarlijke inzet bij de ontwikkeling van de Luftwaffe-toestellen.
Tijdens de Slag om Berlijn aan het einde van de Tweede Wereldoorlog, toen de geallieerden al lang heer en meester waren in het Duitse luchtruim, werd Reitsch gevraagd de luchtmachtgeneraal ridder Robert von Greim - haar minnaar - naar Berlijn te vliegen. Von Greim werd er vervolgens door Hitler tot opperbevelhebber van de Luftwaffe benoemd. Met Von Greim vluchtte ze per vliegtuig uit Berlijn weg maar raakte in mei 1945 in Amerikaanse gevangenschap.

### Na de Tweede Wereldoorlog
Reitsch bracht anderhalf jaar in internering door. Ze werd uitvoerig ondervraagd over haar verblijf in de Führerbunker tijdens de laatste periode van Hitler. Opmerkingen die ze destijds had gemaakt en waarvan verslagen bekend waren geworden, deed ze af als 'vervalsingen'. Omdat ze geen lid was geweest van een of andere nazi-organisatie, werd ze eind 1947 als gedenazificeerde vrijgelaten.
In 1952, toen zweefvliegen weer werd toegelaten in Duitsland (het verbod hierop maakte een hiaat in het Verdrag van Versailles ongedaan, welke het vliegen voor Duitsers verbood, waarvan zweefvliegen uitgezonderd was; die uitzondering werd voor de oorlog door Hitler gebruikt om militaire piloten te trainen met behulp van zweefvliegtuigen), was Reitsch de enige vrouw die meedeed aan het wereldkampioenschap zweefvliegen in Madrid. In 1955 werd ze Duits kampioen.
In de boeken die ze na de oorlog over haar leven schreef, sprak ze geen veroordeling van het naziregime uit maar hield ze zich geheel op de vlakte. Uit ergernis over het Duitse verwijt dat ze de periode van nazi-Duitsland verheerlijkte, werd ze in 1974 Oostenrijks staatsburger.
Tot aan haar dood bleef ze vliegen. Hanna Reitsch overleed op 67-jarige leeftijd in haar woonplaats Frankfurt am Main aan een acuut optredend hartfalen.

## Decoraties
- IJzeren Kruis 1939, 1e Klasse (28 februari 1944)[4] en 2e Klasse (maart 1941)[4]
- Gezamenlijke Piloot-Observatiebadge[4]
- Gezamenlijke Piloot-Observatiebadge in Goud met Diamanten[4]
- Segelflieger-Abzeichen, C-Stufe Zilver[4]

## Publicaties
- Ich flog in Afrika für Nkrumahs Ghana (1979)
- Höhen und Tiefen. 1945 bis zur Gegenwart (1984)
- Das Unzerstörbare in meinem Leben (1992)
- Fliegen, mein Leben (2001)